# Свемпс, Лео
Лео Симанович Свемпс (латыш. Leo Svemps; 1897—1975) — латвийский и советский художник-живописец, педагог, мастер пейзажа и натюрморта. Народный художник СССР (1963).

## Биография
Лео Свемпс родился 7 (19) июля 1897 года года в северной части Латвии, на хуторе Вецбабрани (сегодня — в Гулбенском крае) в семье крестьянина Симана Свемпа, перешедшего в православие. Младший брат Николая Свемпса, одного из делегатов Народного совета, провозгласившего 18 ноября 1918 года независимость Латвийской Республики.
Учился в Белявской волостной школе (1905—1909), Рижской православной духовной семинарии (1909—1917), на юридическом факультете Московского университета (1917—1918), в художественной студии А. Большакова, Московском училище живописи, ваяния и зодчества, с сентября 1918 года — в преобразованном во Вторые государственные свободные художественные мастерские, ставшие основой Высших художественно-технических мастерских (преподаватель И. Машков, 1918—1919). И. Машков оказал большое влияние на формирование Л. Свемпа как художника.
В 1919 году вернулся в Латвию, где продолжил юридическое образование, однако в основном занимался живописью.
В 1925 году окончил юридический факультет Латвийского университета и до 1940 года занимался практикой юриста.
Работал секретарём Рижской избирательной комиссии (1920—1923), заведующим одного из избирательных участков (1925—1926), помощником и присяжным адвокатом (1926—1940).
С 1922 года состоял участником объединения «Рижская группа художников».
В 1923 году организовал первую персональную выставку.
В 1934 году, когда в Москве проводилась Выставка латышского искусства, стал ее устроителем.
Был педагогом Латвийской академии художеств (1940—1941), вёл класс живописи в собственной студии и в студии Романа Суты (1941—1944). После Второй мировой войны был руководителем кафедры живописи и композиции Латвийской академии художеств (1944—1952), профессор (с 1947 года) и ректор (1961—1975) этого учебного заведения. Среди его учеников 1960-х годов — латвийские русские художники Артур Никитин и Николай Уваров, а также З.И.Филиппов (1923—2012) и другие.
Долгие годы руководил Союзом художников Латвийской ССР, был председателем Правления (1956—1960, 1965—1968), секретарём оргкомитета, а также членом Правления СХ СССР (с 1956).
Депутат Верховного Совета СССР 7-го созыва (1966—1970).
Умер 7 марта 1975 года в Риге. Похоронен на кладбище Райниса.

## Творчество
Персональные выставки: Рига (1923, 1956, 1968), Москва (1968). Памятные выставки: Рига (1977, 1987), Белява (1987).
Картина художника «Две женщины» в 1934 году была приобретена Государственным музеем изобразительных искусств в Москве.
Творчество прошло несколько этапов развития. Вначале его живопись была лапидарной, темной, ориентированной на передачу материальной плоти вещей. После стажировки в Париже в 1925 году и знакомства с работами старых мастеров его работы стали более выразительными, в пейзажах сильнее стали подчеркиваться особенности и характер природы Латвии. Как мастер пейзажа и натюрморта художник внес значительный вклад в развитие этого жанра в советском латвийском искусстве как законодатель стиля и педагог.
Наиболее известные работы в жанре натюрморта, пейзажа и портрета: «Натюрморт с часами» (1921), «Ржаной хлеб» (1922), «В саду» (1925), «Улица в Старой Риге» (1926), «Цветы» (1932), «Старая мельница» (1935), «Девушка в синем» (1937), «Цветы и синяя тарелка» (1943), «Предместье Риги» (1947), «Гауя у Сигулды» (1953), «Муза» (1961), «Старая посуда» (1964), «Женщина с цветами» (1966), «Натюрморт со скрипкой» (1970), «Натюрморт с радиоприёмником» (1973).
Юридические сочинения: «Karavīra testaments» (Завещание военнослужащего; Rīga: 1935).

## Награды и звания
- Народный художник Латвийской ССР (1957)
- Народный художник СССР (1963)
- Государственная премия Латвийской ССР (1957)
- Крест Признания 2-й степени (1938)
- Орден Ленина (1971)
- Орден Трудового Красного Знамени (1965)
- Два ордена «Знак Почёта» (в т.ч. 1956)
- Две премии Латвийского культурного фонда (1932, 1936)
- Почётные грамоты Верховного Совета Латвийской ССР